# Kia Pregio
Kia Pregio — малотоннажный развозной автомобиль-фургон, выпускаемый южнокорейской корпорацией Kia Motors в период с 1995 по 2006 год. Он являлся заменой модели Kia Besta и занимал промежуток между Kia Carens и Kia Carnival. Наиболее популярная модель — Kia Pregio Grand вместимостью от 16 до 19 мест для сидения пассажиров.

## История
Первый прототип модели Pregio появился в 1995 году с 2,7-литровым (2665 см³) дизельным двигателем Bongo J2. Его модернизировали в 1998, 2000 и 2002 годах. С 1997 года был также доступен дизельный двигатель 3,0 OHV мощностью 90 л. с. (66 кВт), а в 2001 году была добавлена 4-ступенчатая автоматическая коробка передач. Передняя подвеска независимая, со спиральными пружинами и двойными поперечными рычагами, в то время как задняя подвеска содержит эллиптические листовые рессоры для экономии и снижения грузоподъёмности.
На некоторых рынках, таких как Бразилия, конкурентом был Volkswagen Transporter. Таким образом, в Бразилии Pregio был известен как «Kia Besta GS».
В 2003 году модель Pregio была значительно модернизирована. Тремя годами позднее её производство было остановлено в связи с падением спроса.

## Другая информация
Колёсная база автомобиля составляла 2720 мм, длина — 4570 мм, ширина — 1720 мм, а высота — 1645 мм. Кузов был только 4-дверным у всех версий. Сначала Kia Pregio оснащался четырёхцилиндровым дизельным двигателем объёмом 2,7 литра J2, мощность которого составляла 83 л. с., крутящий момент — 172 Н*м, трансмиссия механическая, 5-ступенчатая. Максимальная скорость минивэна составляла 145 км/час. Дизайн кузова в 2003 году был переработан, салон теперь был кожаный со вставками под дерево. В комплектацию автомобиля входят кондиционер, обогрев сидений и зеркал, подушки безопасности, легкосплавные диски и климат-контроль. Двигатели тоже были обновлены.